# Destinazione: L'Isola del Tesoro
Destinazione: L'Isola del Tesoro (Destination: Treasure Island) è un videogioco d'avventura grafica punta e clicca sviluppato dalla Kheops Studio e pubblicato da Nobilis per Microsoft Windows e macOS nel 2006 in Europa e nel 2007 in Nord America, seguito del romanzo L'isola del tesoro.

## Trama
Sono passati quattro anni da quando Jim Hawkins e altri quattro marinai sono sopravvissuti alla spedizione guidata dal famoso Long John Silver. Da quel giorno, Jim si è comprato una nave con la quale ha commerciato per le isole dei Caraibi, alla testa di una ciurma di prodi marinai. Un giorno, mentre si trova nella sua camera nella nave, Jim viene bloccato all'interno da tre pirati, ossia Morgan, Dick e Cane Giallo, gli altri tre sopravvissuti alla spedizione di Long John Silver, i quali intendono vendicarsi di quest'ultimo in quanto lo avevano abbandonato. Mentre Jim cerca un modo di fuggire dalla sua stanza e dalla nave, un pappagallo vi entra dalla finestra, e Jim lo riconosce come il Capitano Flint, il compagno pennuto di Long John; il pappagallo gli porta un messaggio del suo padrone, trattasi di un testamento nel quale il vecchio pirata gli annuncia di aver sepolto un fantastico tesoro nell'isola segreta dove si è ritirato, l'Isola di Smeraldo. Jim avrà però a che fare con dei pirati che furono i vecchi nemici di Long John, e che ora sono alle sue calcagna.

## Personaggi
- Jim Hawkins: il protagonista del romanzo di Robert Louis Stevenson, è diventato un adolescente a un passo dalla maturità, ma ha comunque mantenuto il suo carattere intrepido. Tornato in Inghilterra, ha usato la sua parte del tesoro per seppellire sua madre in una villetta, per poi tornare alla via dell'avventura, spinto dal suo carattere intrepido: con i soldi che gli sono rimasti, si è acquistato una piccola nave ed è partito per le Indie Occidentali.
- Capitano Flint: è il pappagallo di Long John Silver. Fedele al suo padrone, aiuta Jim nella sua avventura donandogli informazioni utili. Si fa vedere in diversi posti nell'isola, sempre pronto a tirare fuori commenti sardonici ma divertenti sulle azioni del giocatore.
- Long John Silver: è uno dei personaggi centrali del romanzo di Stevenson; dopo aver tradito i suoi compagni pirati, è riuscito a eludere la Guardia Reale e a fuggire in un'isola segreta, con buona parte del bottino.
- Pirati: i pirati nel gioco sono guidati da Morgan, Dick e Cane Giallo, spinti comunemente dall'odio per Long John Silver, il loro capitano, reo di averli traditi per salvarsi la pelle. Salvati da una nave di passaggio tempo dopo, si sono accordati per cercare e uccidere Long John.

## Accoglienza
Il gioco ha ricevuto un 74/100 da Metacritic, in base alle 11 recensioni aggregate.
Brett Todd di GameSpot lo ha ritenuto logico e divertente, ma poco innovativo. Jason Flick di Game Chronicles ne ha lodato il sistema unico dell'"invenzione".
Il gioco è stato nominato come "Miglior Videogioco d'Avventura" di GameSpot del 2007, vinto da Zack & Wiki: Il tesoro del pirata Barbaros.